# Campeonato Chileno de Futebol de 1981 - Segunda Divisão
O Campeonato Chileno de Futebol de Segunda Divisão de 1981 foi a 30ª edição do campeonato do futebol do Chile, segunda divisão, no formato "Primera B". Em turno e returno os 22 clubes jogam todos contra todos. Os quatro primeiros colocados são promovidos para o Campeonato Chileno de Futebol de 1982. O último colocado iria para o Campeonato Chileno de Futebol de 1982 - Terceira Divisão. 

## Participantes
| Equipe                                        | Cidade                                                   | Região                           | No ano anterior                                    | Estádio                                               | Capacidade | Títulos        | Participações |
| --------------------------------------------- | -------------------------------------------------------- | -------------------------------- | -------------------------------------------------- | ----------------------------------------------------- | ---------- | -------------- | ------------- |
| Deportes Iberia                               | Los Ángeles                                              | Região de Bío-Bío                | Décimo Segundo Lugar                               | Estádio Municipal de Los Ángeles                      | 5.000      | 0 (não possui) | 27            |
| Deportes Linares                              | Linares                                                  | Região de Maule                  | Nono Lugar                                         | Estádio Fiscal de Linares                             | 7.000      | 0 (não possui) | 21            |
| Club Social y Deportivo San Antonio Unido     | San Antonio                                              | Região de Valparaíso             | Décimo Primeiro Lugar                              | Estádio Municipal Doctor Olegario Henríquez Escalante | 2.000      | 0 (não possui) | 20            |
| Ferroviarios de Chile                         | Estación Central                                         | Região Metropolitana de Santiago | Décimo Terceiro Lugar                              | Estádio Ferroviário Hugo Arqueros Rodríguez           | 30.000     | 0 (não possui) | 13            |
| Club Deportivo Trasandino de Los Andes        | Los Andes                                                | Região de Valparaíso             | Vigésimo Lugar                                     | Estádio Regional de Los Andes                         | 2.500      | 0 (não possui) | 26            |
| Club de Deportes Malleco Unido                | Angol                                                    | Região de Araucanía              | Oitavo Lugar                                       | Estádio Municipal Alberto Larraguibel Morales         | 4.000      | 0 (não possui) | 8             |
| Club de Deportes Unión San Felipe             | San Felipe                                               | Região de Valparaíso             | Décimo Quinto Lugar                                | Estádio Municipal de San Felipe                       | 18.500     | 1 (1970)       | 13            |
| Club de Deportes Unión La Calera              | La Calera                                                | Região de Valparaíso             | Décimo Lugar                                       | Estádio Municipal Nicolás Chahuán Nazar               | 10.000     | 1 (1961)       | 15            |
| Colchagua Club de Deportes                    | San Fernando                                             | Região de O'Higgins              | Décimo Sétimo Lugar                                | Estádio Municipal Jorge Silva Valenzuela              | 5.900      | 0 (não possui) | 22            |
| Club de Deportes Antofagasta                  | Antofagasta                                              | Região de Antofagasta            | Sexto Lugar                                        | Estádio Regional de Antofagasta                       | 26.339     | 1 (1968)       | 6             |
| Club de Deportes Ovalle                       | Ovalle                                                   | Província de Coquimbo            | Décimo Nono Lugar                                  | Estádio Municipal de Ovalle                           | 8.000      | 0 (não possui) | 16            |
| Club Deportivo Arica                          | Arica                                                    | Região de Tarapacá               | Sétimo Lugar                                       | Estádio Carlos Dittborn                               | 10.000     | 0 (não possui) | 4             |
| Club Social de Deportes Rangers               | Talca                                                    | Região de Maule                  | Décimo Oitavo Lugar                                | Estádio Fiscal de Talca                               | 8.324      | 0 (não possui) | 5             |
| Club Deportivo Huachipato                     | Talcahuano                                               | Região de Bío-Bío                | Quinto Lugar                                       | Estádio Las Higueras                                  | -----      | 1 (1966)       | 5             |
| Corporación Club de Deportes Santiago Morning | Independencia                                            | Região Metropolitana de Santiago | Terceiro Lugar                                     | Estádio Santa Laura                                   | 22.375     | 2 (1959, 1974) | 10            |
| Club Deportes Cobresal                        | Localidade de El Salvador, na comuna de Diego de Almagro | Região de Atacama                | Décimo Quarto Lugar                                | Estádio El Cobre                                      | 8.000      | 0 (não possui) | 2             |
| Club de Deportes Regional Atacama             | Copiapó                                                  | Região de Atacama                | Décimo Sexto Lugar                                 | Estádio Luis Valenzuela Hermosilla                    | 8.000      | 0 (não possui) | 2             |
| Club de Deportes Santiago Wanderers           | Valparaíso                                               | Região de Valparaíso             | Rebaixado do Campeonato Chileno de Futebol de 1980 | Estádio Elías Figueroa Brander                        | 23.000     | 1 (1978)       | 2             |
| Club de Deportes Coquimbo Unido               | Coquimbo                                                 | Região de Coquimbo               | Rebaixado do Campeonato Chileno de Futebol de 1980 | Estádio La Pampilla                                   | ---        | 2 (1962, 1977) | 16            |
| Club de Deportes Aviación                     | El Bosque                                                | Região Metropolitana de Santiago | Rebaixado do Campeonato Chileno de Futebol de 1980 | Estádio Reinaldo Martín Müller                        | 22.375     | 1 (1973)       | 3             |
| Green Cross-Temuco                            | Temuco                                                   | Região de Araucanía              | Rebaixado do Campeonato Chileno de Futebol de 1980 | Estádio Municipal Germán Becker                       | 20.930     | 0 (não possui) | 1             |
| Club de Deportes Lota Schwager                | Coronel                                                  | Região de Bío-Bío                | Rebaixado do Campeonato Chileno de Futebol de 1980 | Estádio Municipal Federico Schwager                   | 18.500     | 1 (1969)       | 5             |

## Campeão
| Campeão Chileno Segunda Divisão 1981             |
| ------------------------------------------------ |
| Club Deportivo Arica (Arica) (1º título) Campeão |